# Costantino Diogene (generale)
Costantino Diogene in greco Κωνσταντῖνος Διογένης? (... – Costantinopoli, 1032) è stato un importante generale bizantino dell'inizio dell'XI secolo, attivo nei Balcani. Prestò servizio con onore nelle fasi finali della conquista bizantina della Bulgaria sotto l'imperatore Basilio II e ricoprì alti comandi nei Balcani fino al suo arresto nel 1029, in seguito alla sua partecipazione a una cospirazione contro l'imperatore Romano III Argiro. Imprigionato e costretto a ritirarsi in un monastero, si suicidò nel 1032 durante un'inchiesta su un'altra cospirazione. Era il padre dell'imperatore Romano IV Diogene.

## Biografia
Costantino Diogene è il primo membro di rilievo della nobile famiglia Diogene, originaria della Cappadocia, che ebbe un ruolo importante nella Bisanzio dell'XI secolo. Diogene iniziò la sua carriera come comandante di uno dei tagmata occidentali durante il regno di Basilio II (regno 976-1025), nelle sue campagne contro la Bulgaria. Nel 1014 partecipò alla decisiva vittoria bizantina nella battaglia di Kleidion (29 luglio), e successivamente succedette a Teofilatto Botaniate come comandante (doux) di Thessalonike con il titolo di patrikios, diventando così il secondo generale più anziano dell'Impero nei Balcani dopo Davide Arianita. Dopo la morte dello zar Samuele di Bulgaria, avvenuta in ottobre, Diogene e Niceforo Xifias furono inviati nella regione della Moglena come avanguardia dell'imperatore e dell'esercito principale. Durante questa campagna, Diogene costruì la fortezza di Mylobos, come attestato da un'iscrizione del fondatore.

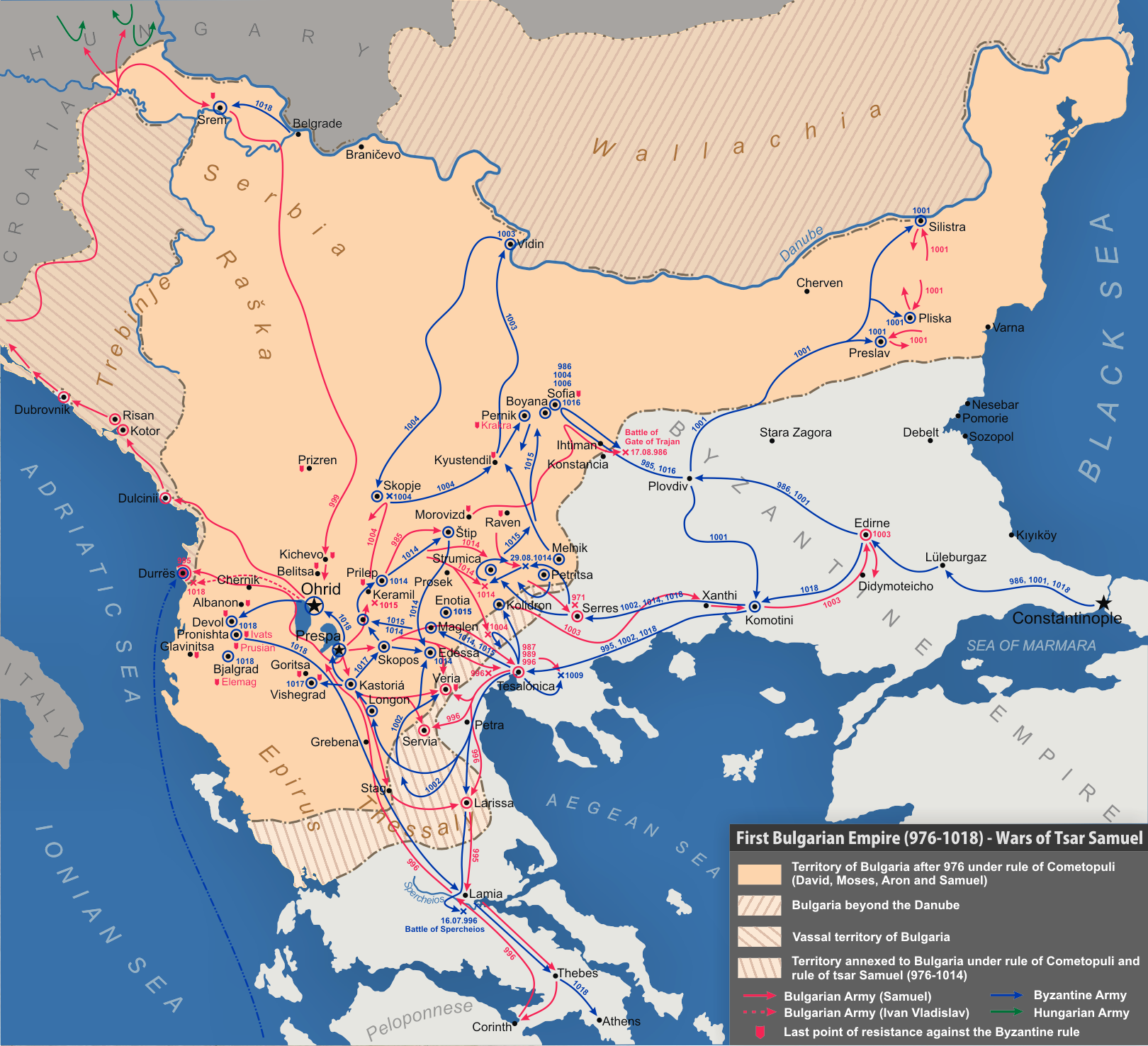
Mappa delle guerre bulgaro-bizantine al tempo dell'imperatore Basilio II e dello zar Samuele di Bulgaria.

La conquista della Moglena fu completata nel 1015 o 1016. Nel 1017, Diogene e Davide Arianita guidarono le truppe a saccheggiare la fertile pianura della Pelagonia, dove catturarono molti prigionieri e bestiame. Poco dopo, Basilio II mise Diogene a capo dei tagmata degli Scholai d'Occidente e di Tessalonica e lo incaricò di inseguire lo zar Ivan Vladislav. Il sovrano bulgaro tese un'imboscata ai suoi inseguitori, ma Basilio fu tempestivamente avvisato e condusse il resto delle sue truppe in soccorso di Diogene, disperdendo i bulgari.
Dopo la morte di Ivan Vladislav, avvenuta nel febbraio 1018, Diogene fu incaricato di eliminare gli ultimi centri di resistenza bulgari. Prese Sirmio e ne fu nominato comandante (arconte); la sua autorità si estendeva anche alle popolazioni vassalle delle regioni interne della Serbia. Il suo titolo era forse quello di “strategos della Serbia” (in greco στρατηγός Σερβίας?), attestato in un sigillo a lui attribuito. Diogene ricevette da Basilio II l'ordine di sottomettere Sermone, il sovrano di Sirmio, per consolidare il controllo bizantino sui Balcani settentrionali. Di conseguenza, Diogene invitò Sermone a un incontro all'estuario del fiume Sava, nel Danubio, dove ognuno sarebbe stato accompagnato solo da tre attendenti. Diogene aveva nascosto la spada nelle pieghe delle vesti e colpì Sermone. Poi fece marciare il suo esercito verso Sirmium, prendendo possesso della città. La moglie di Sermone fu inviata come prigioniera a Costantinopoli.
Intorno al 1022 o 1025, Diogene succedette ad Arianita come comandante bizantino (strategos autokrator) della Bulgaria conquistata. In questa veste, respinse una grande invasione di Peceneghi nel 1027. Nello stesso anno, fu richiamato a sud, a Tessalonica, ma mantenne, almeno nominalmente, il suo ruolo di comandante generale, come attestato da un altro sigillo che lo nomina "anthypatos, patrikios e doux di Tessalonica, Bulgaria e Serbia".
Diogene era stato sposato con una figlia rimasta sconosciuta di Basilio Argiro, fratello dell'imperatore Romano III Argiro (r. 1028-1034), ma nel 1029 fu accusato, insieme ad altri importanti generali balcanici come Eustazio Dafnomele, di aver cospirato contro l'imperatore con la principessa Teodora porfirogenita. Fu trasferito a est come stratego di Thrakesion ma, non appena fu confermata la sua complicità nella congiura, fu richiamato a Costantinopoli. Lì fu imprigionato, picchiato e fatto sfilare pubblicamente nella Mese insieme agli altri cospiratori, per poi essere tonsurato e costretto a entrare nel Monastero di Studion. Teodora stessa fu rinchiusa in un convento, ma a quanto pare continuò a complottare con Diogene, che progettava di approfittare dell'assenza di Romano durante la campagna in Oriente del 1032 per fuggire nei Balcani. Il complotto fu rivelato a Romano da Teofane, metropolita di Tessalonica, e i cospiratori furono arrestati. Diogene fu portato al Palazzo delle Blacherne per essere interrogato da Giovanni l'Orfanotrofo, ma morì suicida, preferì gettarsi da un muro, piuttosto che confessare sotto tortura e coinvolgere i suoi compagni di cospirazione.
Il figlio di Costantino, Romano Diogene, divenne un generale di successo e alla fine divenne imperatore fra il 1068 ed il 1071.